# HD 167665
HD 167665，又名CD-2814408，SAO 186593、HR 6836，是一颗恒星，视星等为6.4，位于銀經4.01，銀緯-5.74，其B1900.0坐标为赤經18h 11m 3.4s，赤緯-28° -5.74′ 10″。